# Municipio de San Felipe (Yucatán)
San Felipe, oficialmente llamado Municipio Libre de San Felipe, es uno de los ciento seis municipios del estado mexicano de Yucatán. Su cabecera municipal es la localidad homónima de San Felipe.
La comunidad fue fundada en una antigua playa llamada Aktam Chuleb, que según la tradición oral que ha ido de generación en generación, fue encontrada por unos pescadores que realizaban un viaje cerca de la boca del estero y escucharon el canto del pájaro "chuleb". Al dirigirse hacia las aves encontraron ahí un manantial de agua dulce frente al mar. Este manantial es hoy un pozo localizado en el parque principal de la población.
El manantial que encontraron cerca de la playa, junto con otros localizados en varias partes de la población, permitió el establecimiento de un campamento pesquero, similar a los que hoy en día realizan los pescadores en playas de la costa sanfelipense, como Chisascab o Bachul (costa oeste de San Felipe), que con el paso del tiempo permitiría la instalación de un poblado permanente con gente  procedente de localidades como Dzidzantún, Río Lagartos, Dzilam,  y Telchac.

## Leyenda
La leyenda dice respecto del nombre del municipio que tres aventureros españoles, Francisco, Celso y Felipe, descubren un cementerio de nobles mayas de Chichén Itzá y huyen con tesoros que hallan enterrados. Otros compañeros de la conquista les dan alcance y riñen. Celso y Francisco mueren, mientras Felipe alcanza el litoral norte y entierra las joyas en la playa de Aktam Chuleb, antes de ser también sacrificado. Tiempo después de su muerte, se funda en dicha playa el puerto que lleva el nombre del aventurero español. 
Lo cierto es que Actam Chuleb cambió su nombre por el de San Felipe, en honor a San Felipe de Jesús, y se hace referencia a esto porque el día 5 de febrero (día del santo Felipe de Jesús) de 1853 se separa San Felipe de Panabá y pasa a formar parte del partido de Tizimín. Al fomentarse la población, esta creció con gente inmigrante de varias partes. El puerto contaba en aquel entonces con dos calles formando una cruz. Para comunicarse la gente caminaba por las calles hechas de arena, posteriormente fueron de sascab, y al ir creciendo la población se hicieron pequeños puentes que cruzaban los ocaes (brazos de agua a forma de pequeños ríos que se encuentran entre los manglares) para llegar a otras partes de la población. Además gran parte de lo que ahora es el malecón del puerto era una playa.

## Toponimia
San Felipe, poblado, cabecera municipal, fue fundado en la playa que recibía el nombre maya de Aktáam Chuleb, derivado este de la tradición oral, el cual significa literalmente enfrente o delante del chuleb, haciendo referencia a los pájaros conocidos como chuleb que cantaban en un manantial cuando este fue encontrado. Dicho manantial correspondería ahora a un pozo ubicado en el parque central de la población.

## Colindancia
El municipio de San Felipe se encuentra en el litoral norte de la península de Yucatán.

### Límites municipales
Tiene límites administrativos con los siguientes municipios y/o accidentes geográficos, según su ubicación:
| Noroeste: Golfo de México | Norte: Golfo de México | Nordeste: Río Lagartos |
| Oeste: Dzilam de Bravo    |                        | Este: Río Lagartos     |
|                           | Sur: Panabá            |                        |

## Datos históricos
- Existen vestigios de la cultura maya que indican que el lugar fue poblado con anterioridad a la conquista de Yucatán.
- 1853: El 5 de febrero, se separa del municipio de Panabá y pasó a pertenecer al partido de Tizimín.
- 1935: El 12 de julio, por decreto quedó integrado el municipio libre de San Felipe.

## Economía
La principal actividad de la población económicamente activa es la pesca. Las principales pesquerías corresponden al mero, la langosta y el pulpo, aunque también se captura cazón (tiburón nonato y tiburón pequeño), mojarra, lisa, caracol, jurel y pargo.
Se cultiva también el maíz y el frijol a pequeña escala.
Se cría ganado bovino, ovino y porcino.
Se produce sal de mesa a partir de salineras marinas muy productivas.
El sector turismo también contribuye a la economía lugareña al disponerse de atractivos puntos de playa y el peten Kambulnah, concurridos por el turismo ecológico.

## Atractivos turísticos
- Arqueológicos: Hay yacimientos arqueológicos de la cultura maya en Isla Cerritos y Paso del Cerro.

- Playas: Playa Balneario, Punta Bachul. Hay varios ojos de agua dulce. También se encuentra el inicio de la ría que se extiende por el litoral hacia el oriente, hasta El Cuyo luego de pasar por Río Lagartos y Las Coloradas.

- Fiestas populares:
  - Del 1 al 5 de febrero se lleva a cabo la fiesta de San Felipe de Jesús quien es santo patrono de la comunidad.
  - Del 1 al 8 de agosto, la de Santo Domingo de Guzmán.

En ambas festividades se organizan procesiones, gremios y vaquerías.